# 蠟白地獄溪蟹
蠟白地獄溪蟹（學名：Diyutamon cereum）是甲殼類软甲纲一個在2017年描述的新物種。這個物種在生物分類法屬於溪蟹科，是地獄溪蟹屬（Diyutamon）的唯一物種，由黃超、施習德及黃驥麟共同描述 。